# Korona Ziemi Kłodzkiej
Korona Ziemi Kłodzkiej – odznaka regionalna Oddziału Polskiego Towarzystwa Turystyczno-Krajoznawczego im. dr M. Orłowicza w Międzygórzu. Celem odznaki jest zachęcenie do poznania gór, uprawiania turystyki i krajoznawstwa górskiego na terenie ziemi kłodzkiej. Odznakę uzyskuje się zdobywając najwyższe szczyty poszczególnych pasm i grzbietów górskich ziemi kłodzkiej według zamieszczonego wykazu w dowolnie wybranej kolejności.

## Lista szczytów Korony Ziemi Kłodzkiej
| Nazwa szczytu      | Pasmo              | Wysokość w m n.p.m. |
| ------------------ | ------------------ | ------------------- |
| Nowa Kopa          | Obniżenie Ścinawki | 553                 |
| Grodziec           | Wzgórza Lewińskie  | 803                 |
| Jagodna            | Góry Bystrzyckie   | 985                 |
| Kłodzka Góra       | Góry Bardzkie      | 763                 |
| Kowadło            | Góry Złote         | 989                 |
| Orlica             | Góry Orlickie      | 1084                |
| Rudawiec           | Góry Bialskie      | 1106                |
| Włodzicka Góra     | Wzgórza Włodzickie | 758                 |
| Suchoń             | Krowiarki          | 964                 |
| Szczeliniec Wielki | Góry Stołowe       | 919                 |
| Śnieżnik Kłodzki   | Masyw Śnieżnika    | 1425                |
| Wielka Sowa        | Góry Sowie         | 1015                |